# Bilimekia broomfieldi
Bilimekia broomfieldi är en insektsart som beskrevs av Hinton 1977. Bilimekia broomfieldi ingår i släktet Bilimekia och familjen hornstritar. Inga underarter finns listade i Catalogue of Life.